# Microregione di Macaé
Macaé è una microregione dello Stato di Rio de Janeiro in Brasile, appartenente alla mesoregione di Norte Fluminense.

## Comuni
Comprende 4 municipi:
- Carapebus
- Conceição de Macabu
- Macaé
- Quissamã